# Bradina torsiva
Bradina torsiva is een vlinder uit de familie van de grasmotten (Crambidae), uit de onderfamilie van de Spilomelinae. De wetenschappelijke naam van deze soort is voor het eerst voorgesteld door Jia-Ming Guo en Xi-Cui Du in een publicatie uit 2023..
De spanwijdte bedraagt 36-37 millimeter.
De soort komt voor in China (Guangdong, Hunan).